# Березовка (Ивано-Франковская городская община)
Березовка (укр. Березівка) — село в Ивано-Франковской городской общине Ивано-Франковского района Ивано-Франковской области Украины.
Население по переписи 2001 года составляло 1364 человека. Занимает площадь 11,25 км². Почтовый индекс — 77460. Телефонный код — 03436.